# Voliminal: Inside the Nine
Voliminal: Inside the Nine ist ein Video- und Livealbum der US-amerikanischen Metal-Band Slipknot. Es erschien am 5. Dezember 2006 über das Label Roadrunner Records. Die DVD ist von der FSK ab 18 Jahren freigegeben.

## Inhalt
Die erste DVD enthält einen knapp 85-minütigen Film, der die Band u. a. beim Entstehungsprozess ihres Studioalbums Vol. 3: (The Subliminal Verses) begleitet. Zudem sind auch Live-Mitschnitte und Backstage-Material enthalten.
Auf der zweiten DVD befinden sich die Musikvideos zu den fünf Singleauskopplungen des Albums Vol. 3: (The Subliminal Verses) und neun Live-Aufnahmen sowie Interviews mit den damaligen neun Bandmitgliedern, die diese ohne ihre Maskierung zeigen.

## Covergestaltung
Das Albumcover zeigt einen roten Vorhang, hinter dem eine rote, grimmige Maske hervorguckt. Unter der Maske befinden sich die Schriftzüge Slipknot in Rot und Voliminal: Inside the Nine in Weiß.

## Titelliste
DVD 1 (The Movie):
| #  | Titel      | Länge |
| -- | ---------- | ----- |
| 1  | Chapter 1  | 4:26  |
| 2  | Chapter 2  | 3:40  |
| 3  | Chapter 3  | 3:03  |
| 4  | Chapter 4  | 5:37  |
| 5  | Chapter 5  | 11:12 |
| 6  | Chapter 6  | 10:02 |
| 7  | Chapter 7  | 6:07  |
| 8  | Chapter 8  | 30:07 |
| 9  | Chapter 9  | 8:18  |
| 10 | Chapter 10 | 1:58  |

DVD 2 (Musikvideos, Live-Mitschnitte, Interviews):
| #  | Titel                       | Länge |
| -- | --------------------------- | ----- |
| 1  | Duality (Video)             | 3:37  |
| 2  | Vermilion (Video)           | 4:25  |
| 3  | Vermilion Pt. 2 (Video)     | 3:57  |
| 4  | Before I Forget (Video)     | 4:12  |
| 5  | The Nameless (Video)        | 4:46  |
| 6  | (Sic) (live)                | 3:17  |
| 7  | The Blister Exists (live)   | 5:21  |
| 8  | Eyeless (live)              | 4:03  |
| 9  | Duality (live)              | 4:51  |
| 10 | Vermilion (live)            | 5:23  |
| 11 | The Heretic Anthem (live)   | 4:12  |
| 12 | Pulse of the Maggots (live) | 4:21  |
| 13 | Before I Forget (live)      | 4:22  |
| 14 | People = Shit (live)        | 3:50  |
| 15 | Interview Corey             | 7:31  |
| 16 | Interview Joey              | 5:26  |
| 17 | Interview Mick              | 6:51  |
| 18 | Interview Paul              | 7:21  |
| 19 | Interview Craig             | 0:17  |
| 20 | Interview Jim               | 7:34  |
| 21 | Interview Chris             | 7:23  |
| 22 | Interview Sid               | 5:02  |
| 23 | Interview Shawn             | 7:25  |

## Rezeption

### Rezensionen
| Professionelle Bewertungen | Professionelle Bewertungen |
| -------------------------- | -------------------------- |
| Kritiken                   |                            |
| Quelle                     | Bewertung                  |
| laut.de                    | [ 2 ]                      |

Die Internetseite laut.de bewertete das Album mit drei von möglichen fünf Punkten: Die erste DVD wurde als langweilig kritisiert, wogegen besonders die Interviews auf der zweiten DVD tiefgründig und sehenswert seien.

### Chartplatzierungen
Voliminal: Inside the Nine stieg am 15. Dezember 2006 für eine Woche auf Platz 84 in die deutschen Albumcharts ein.
| ChartsChartplatzierungen | Höchstplatzierung | Wochen |
| ------------------------ | ----------------- | ------ |
| Deutschland (GfK)        | 84 (1 Wo.)        | 1      |

| ChartsChartplatzierungen       | Höchstplatzierung | Wochen |
| ------------------------------ | ----------------- | ------ |
| Österreich (Ö3)                | 9 (1 Wo.)         | 1      |
| Vereinigte Staaten (Billboard) | 5 (… Wo.)         | …      |
| Vereinigtes Königreich (OCC)   | 21 (6 Wo.)        | 6      |

### Auszeichnungen für Musikverkäufe
In den Vereinigten Staaten wurde das Album für über 100.000 verkaufte Exemplare im Jahr 2007 mit einer Platin-Schallplatte ausgezeichnet.

| Land/Region               | Auszeichnungen für Musikverkäufe (Land/Region, Auszeichnung, Verkäufe) | Verkäufe |
| ------------------------- | ---------------------------------------------------------------------- | -------- |
| Australien (ARIA)         | Platin                                                                 | 15.000   |
| Kanada (MC)               | 2× Platin                                                              | 20.000   |
| Vereinigte Staaten (RIAA) | Platin                                                                 | 100.000  |
| Insgesamt                 | 4× Platin ·                                                            | 135.000  |

Hauptartikel: Slipknot/Auszeichnungen für Musikverkäufe